# آرثر هيل (لاعب كريكت)
آرثر هيل (28 مايو 1871 بأديلايد في أستراليا - 22 يونيو 1936 في أستراليا) (بالإنجليزية: Arthur Hill)‏ هو لاعب كريكت أسترالي. لعب مع فريق جنوب أستراليا للكريكت ‏.

## وصلات خارجية
- آرثر هيل على موقع إي آس بي آن كريك إنفو (الإنجليزية)